# Kožušice
Kožušice (in tedesco Kosuschetz) è un comune della Repubblica Ceca facente parte del distretto di Vyškov, in Moravia Meridionale.